# التون (آلاباما)
التون، الاباما (به انگلیسی: Alton, Alabama) یک منطقهٔ مسکونی در ایالات متحده آمریکا است که در آلاباما واقع شده‌است.

## خصوصیات
التون ۲۳۸٫۰۵ متر بالاتر از سطح دریا واقع شده‌است.